# Münster-Geschinen
Münster-Geschinen foi uma comuna da Suíça, no Cantão Valais, com cerca de 489 habitantes. Estendia-se por uma área de 48,7 km², de densidade populacional de 10 hab/km². Confinava com as seguintes comunas: Fieschertal, Guttannen (BE), Reckingen-Gluringen, Ulrichen.
A língua oficial nesta comuna era o Alemão.

## História
Em 1 de janeiro de 2017, passou a formar parte da nova comuna de Goms.